# Лоев
Ло́ев (бел. Ло́еў) — городской посёлок в Гомельской области Республики Беларусь. Расположен при впадении реки Сож в Днепр. Административный центр Лоевского района.
Численность населения — 6 028 человек (на 1 января 2025 года).
В 2005 году Лоев отметил 500-летний юбилей.

## География
Расположен на границе с Украиной вдоль правого берега Днепра в месте впадения в него Сожа. У истоков реки Сож имеется аналогичное селение Лоево.

### Гидрография
В 18 км в направлении на северо-запад расположено Днепро-Брагинское водохранилище.

## Этимология
Название Лоев может быть связано с личным именем Лой, о чём свидетельствует формант -ев, либо со словом лоива — «большой многоместный чёлн, ладья».

## Геральдика
Герб и флаг приняты решениями Лоевского районного исполнительного комитета от 19 декабря 2000 года № 575 и районного Совета депутатов от 27 декабря 2000 года № 46. Зарегистрированы в Гербовом матрикуле Республики Беларусь 12 января 2001 года № 46.

Описание герба:
В голубом поле «испанского» щита на зелёной земле стоит над тремя волнами серебряный Лоевский замок.

Описание флага: 
Прямоугольное полотнище с соотношением ширины и длины 1:2, состоит из двух горизонтальных полос: голубой в 2/3 и зелёной в 1/3 ширины. На лицевой стороне белые изображения: на голубой полосе — Лоевского замка, а на зелёной — трёх волн.

## История
На месте Лоева существовало древнее поселение племен милоградской культуры VII—VIII вв. до н. э. и городище дреговичей XI—XIII вв., которое принадлежало Черниговскому княжеству. С XIV века — в составе Киевского княжества в Великом княжестве Литовском. В XIV—XVIII вв. существовал Лоевский замок, вокруг которого размещалось поселение.

### XVI — XVIII века
Первое упоминание о поселении восходит к 1505 году. В письменных источниках оно впервые упоминается в 1505 году как Лоева Гора, когда крымские татары под предводительством Мехмеда Гирея переправились через Днепр и до основания сожгли Лоев. Известны разрушительные походы татар в 1506, 1536 и 1538 годах.
В 1576 году Лоев получил Магдебургское право.
В конце XVI века местечко и замок — центр Лоевского староства, который в 1646 году присоединен к Стародубскому повету Смоленского воеводства Великого княжества Литовского.

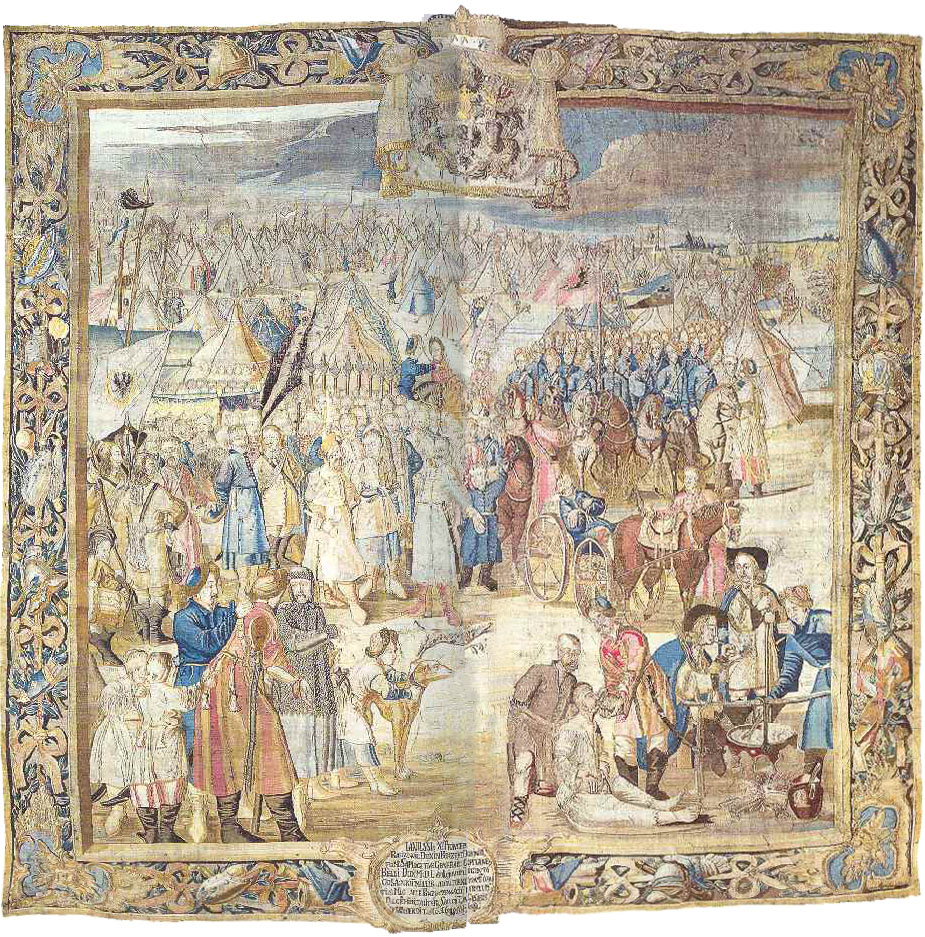
Битва под Лоевом (1649). Гобелен XVIII века

Лоев известен тем, что здесь состоялась битва 31 июля 1649 года во время восстания Хмельницкого. Во время русско-польской войны (1654—1667) опустошен, вследствие Андрусовского перемирия 1667 года остался в составе Великого княжества Литовского, в Речицком повете Минского воеводства. С 1676 года — во владении войта речицкого Н. В. Юдицкого. До середины XIX века принадлежал его наследникам, потом перешёл к Лошам и Нарушкевичам.
После раздела Речи Посполитой в 1793 году местечко Лоев вошло в состав Российской империи, став центром волости Речицкого уезда Минской губернии.

### XIX — XX века
В 1858 году в Лоеве вспыхнули волнения крестьян, вызванные введением новой повинности (сплав леса) в пользу помещика, для подавления которых направлено 300 солдат.
В конце XIX века в Лоеве было 2 церкви, костёл и синагога, ежедневно проходили ярмарки. В 1897 году — 4667 жителей, 251 двор, 9 мельниц, 24 магазина, торговые конторы, школа, почтовая станция. В начале XX века действовали судостроительная верфь, завод по изготовлению охры, маслобойные заводы.
В марте 1918 года был оккупирован войсками кайзеровской Германии, в мае — июле 1920 года захвачен Польшей.
В декабре 1926 года Лоев был передан из состава Российской СФСР и включен в состав БССР, где стал центром района. В 1938 году ему был придан статус посёлка городского типа.
Во время немецко-фашистской оккупации в Лоеве действовали подпольные райкомы КП(б)Б и ЛКСМБ. В 1941—1943 годов в городе погибло около 1,5 тыс. человек.
8—10 ноября 1942 года через город проходила переправа через Днепр партизанских отрядов Ковпака и Сабурова.
16 октября 1943 года Лоев был освобождён от немецко-фашистских захватчиков.
В 1962—1966 годов Лоев входил в Речицкий район, позже был образован Лоевский район по просьбе ветеранов партизанского движения, которое в период 1941—1943 годов активно действовало на территории района.
В посёлке находятся строительный и молочный заводы. Из образовательных учреждений действуют педагогический колледж и музыкальная школа. Также в Лоеве есть Дом культуры и несколько библиотек.
Промышленность представляют открытое акционерное общество «Лоевский молочный завод» (был закрыт в 2011 году), коммунальное унитарное предприятие «Лоевский комбинат строительных материалов», производственные участки «Агротехсервиса».
В 1966 году воздвигнут 18-метровый Монумент Славы в честь воинов 61-й и 65-й армий, освобождавших район. В мае 1985 года открыт Музей битвы за Днепр с экспозиционными площадками техники времен Великой Отечественной войны.
20 октября 1995 года административные единицы Лоевский район и посёлок Лоев, имеющие общий административный центр, объединены в одну административную единицу — Лоевский район.

### XXI век
В 2009 году в связи с празднованием 65-й годовщины освобождения Республики Беларусь от немецко-фашистских захватчиков и в целях увековечения подвига воинов Красной Армии, партизан и подпольщиков городской посёлок Лоев награждён вымпелом «За мужнасць і стойкасць у гады Вялікай Айчыннай вайны» (Указ Президента Республики Беларусь от 29 июня 2009 года № 355).

## Население
Численность населения — 6 028 человек (на 1 января 2025 года). Численность населения — 6 103 человек (на 1 января 2023 года).
| Численность населения:                                                                          |
| Графики недоступны из-за технических проблем. См. информацию на Фабрикаторе и на mediawiki.org. |

| Год            | 16.09.1795 | 1939 | 1959  | 1970  | 1979  | 1989  | 2006  | 2018  | 2023   | 2024 | 2025   |
| -------------- | ---------- | ---- | ----- | ----- | ----- | ----- | ----- | ----- | ------ | ---- | ------ |
| Население чел. | 1088       | 4528 | ▼4069 | ▲4733 | ▲6298 | ▲7644 | ▼7174 | ▼6698 | ▼6 103 | 6075 | ▼6 028 |

В 2017 году в Лоеве родилось 65 и умерло 79 человек. Коэффициент рождаемости — 9,7 на 1000 человек (средний показатель по району — 11,8, по Гомельской области — 11,3, по Республике Беларусь — 10,8), коэффициент смертности — 11,8 на 1000 человек (средний показатель по району — 19,9, по Гомельской области — 13, по Республике Беларусь — 12,6). Уровень рождаемости в Лоеве самый низкий среди всех райцентров Гомельской области (такой же низкий уровень рождаемости был отмечен также в Гомеле).

## Экономика
- Кирпичный завод (КУП «Лоевский комбинат строительных материалов», филиал ОАО «Полесьестрой»[22]; мощность — 24 млн условных кирпичей в год[23])
- ОАО «Лоевский Агротехсервис»
- КЖУП «Лоевский райжилкомхоз».

## Здравоохранение
- Лоевская центральная районная больница

## Культура
- Музей битвы за Днепр[24].
- Музей ГУО "Лоевская средняя школа имени А. В. Козлова"

## События и мероприятия
- 17 октября 2005 года Лоев отметил 500-летний юбилей[5].
- 9 мая 2023 года прошли соревнования по волейболу памяти П. Н. Шипилова.
- 14 октября 2023 года — День города. Лоев отметил 518-летие[25] . Мероприятия по случаю 80-летия знаковой и героической битвы за Днепр и освобождения Лоевского района[26][27][28].

## Достопримечательность
- Городище раннего железного века и территория бывшего средневекового города Лоева (V век до н. э. — II век н. э., X—XVIII вв.) —  Историко-культурная ценность Республики Беларусь, шифр 313В000878
- Поселение периода средневековья —  Историко-культурная ценность Республики Беларусь, шифр 313В000467
- Братская могила (1942), ул. Ленина —  Историко-культурная ценность Республики Беларусь, шифр 313Д000464
- Могила жертв фашизма (1943) —  Историко-культурная ценность Республики Беларусь, шифр 313Д000461
- Могила жертв фашизма (1943, 1990), ул. Комсомольская, на гражданском кладбище —  Историко-культурная ценность Республики Беларусь, шифр 313Д000838
- Бывший купеческий дом (XIX век), ул. Ленина, 6 —  Историко-культурная ценность Республики Беларусь, шифр 313Г000462
- Бывший купеческий дом (XIX век), ул. Ленина, 23 —  Историко-культурная ценность Республики Беларусь, шифр 313Г000463
- Жилой дом (XIX век), ул. Советская, 1 —  Историко-культурная ценность Республики Беларусь, шифр 313Г000465
- Бывший купеческий дом (XIX век), ул. Советская, 4 —  Историко-культурная ценность Республики Беларусь, шифр 313Г000466
- Часовня
- Свято-Троицкий собор (1990)
- Аллея деревьев в память Героям Советского Союза Пинчука Г. С., командира Лоевского партизанского отряда, а с 1943 года бригады «За Родину!» Синякова Г. И. ко Дню народного единства (17.09.2022).
- Аллея памяти в честь Т. И. Глушакова (21.03.2025). Открыта в ГУО "Лоевская средняя школа имени А. В. Козлова", которая носит статус школы мира.

### Памятник, скульптура
- Памятник В. И. Ленину.
- Мемориальный комплекс «Битва за Днепр»[29].
- В 1966 году воздвигнут 18-метровый Монумент Славы в честь воинов 61-й и 65-й армий, освобождавших район.
- Мемориальная доска лейтенанту П. Н. Шипилову.
- Мемориальная доска Героям Советского Союза П. А. Акуционку, К. Х. Ахметшину.
- Бюст дважды Героя Советского Союза командарма П. И. Батова. Установлен к 500-летию Лоева на мемориальной площадке боевой техники на берегу Днепра.
- Памятник воинам 106-й Днепровско-Забайкальской дивизии, освобождавшей Лоев.
- Памятники на Аллее Героев: А. В. Козлову, А. П. Карпенко, Д. К. Морозову, К. П. Грибу, Г. С. Пинчуку.
- Мемориальная экспозиция, пограничный катер "Аист" (проекта 1398Б). Открыт 31 августа 2022 года на территории управления Гомельской пограничной группы в Лоеве. На постаменте установлен катер с номером 002, который прослужил на южных рубежах Беларуси 15 лет. До этого охранял границы СССР. Дополняет экспозицию якорь. Обрамляют композицию стенды с именами героев чьими именами названы погранзаставы Беларуси.

### Утраченное наследие
- Лоевский замок

## Галерея

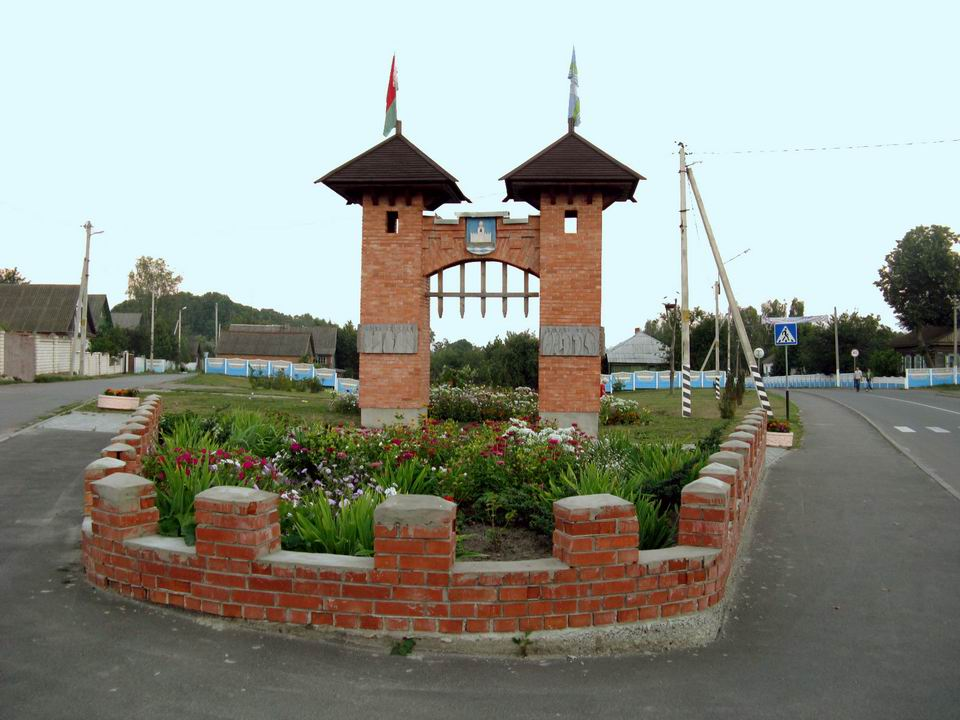
Символические ворота Лоева
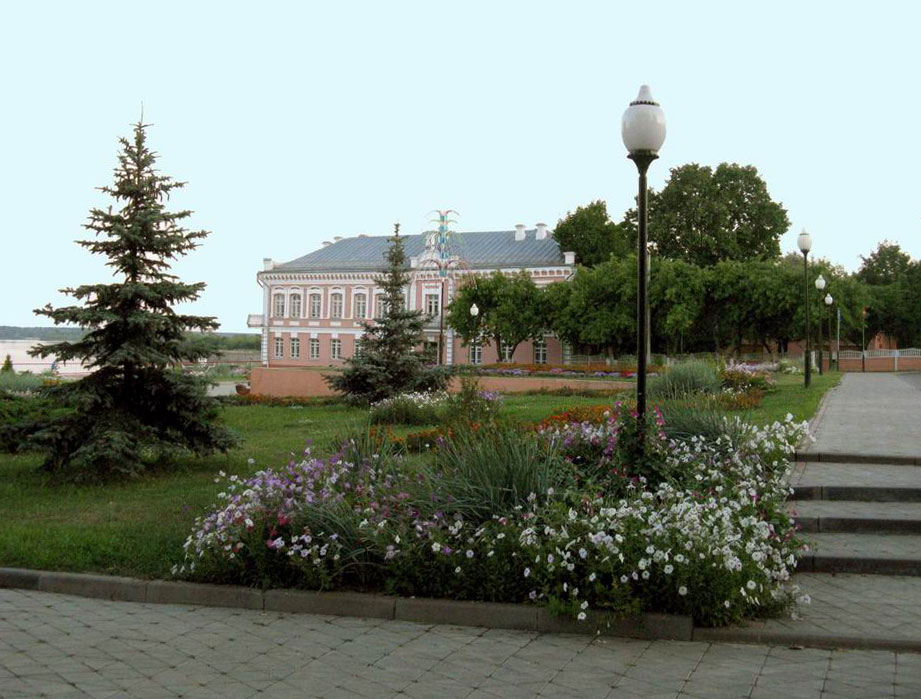
В центре Лоева
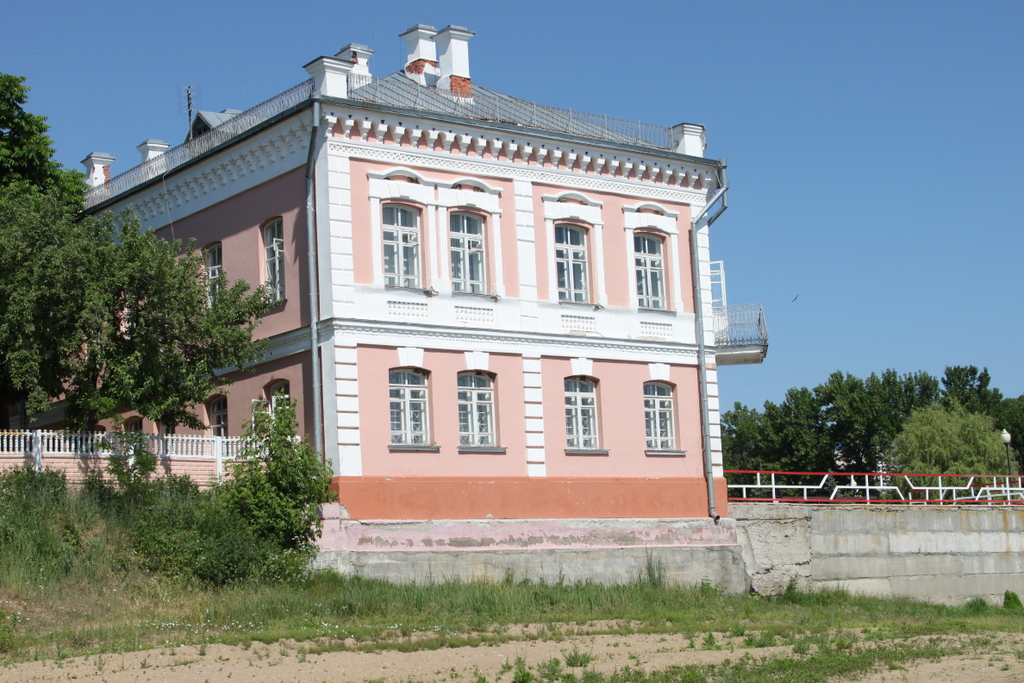
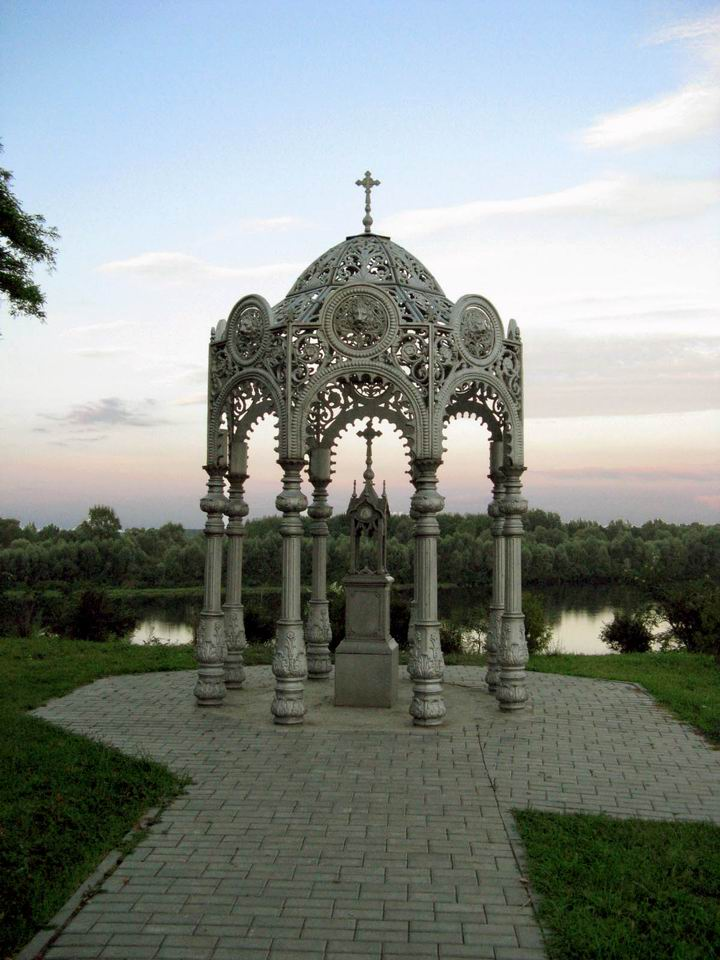
Часовня
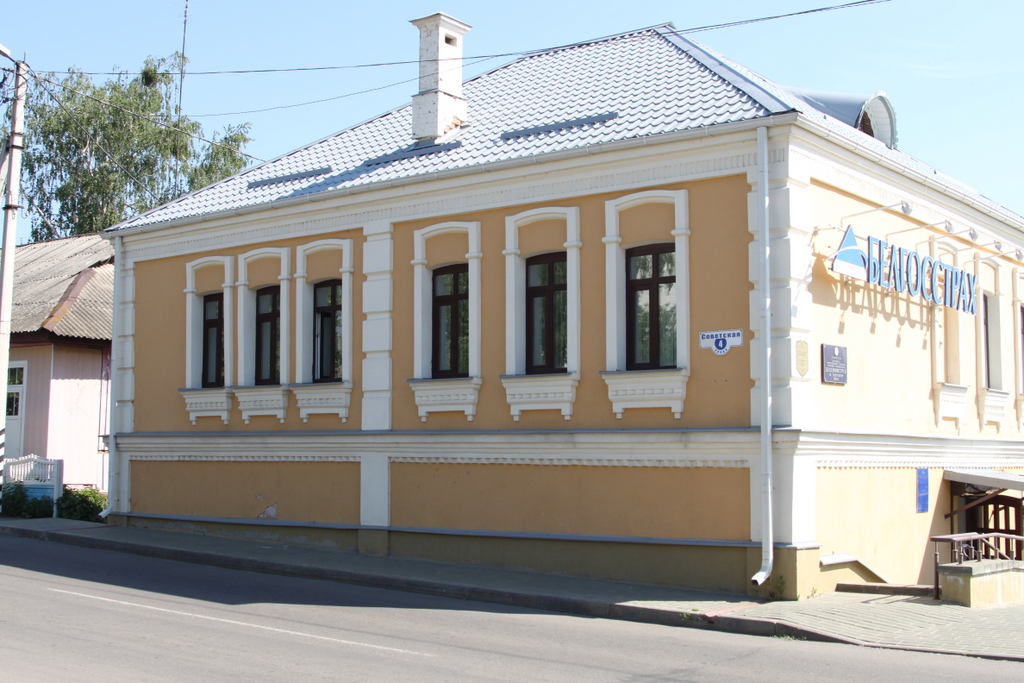
Бывший купеческий дом (ныне - здание "Белгосстраха")
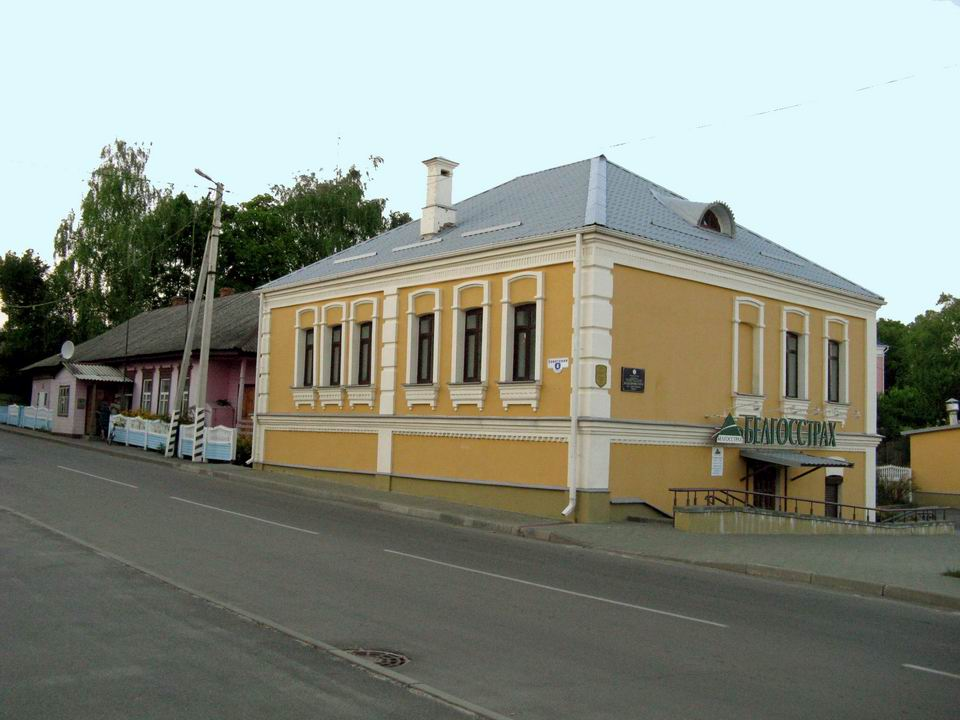
Бывший купеческий дом (ныне - здание "Белгосстраха")
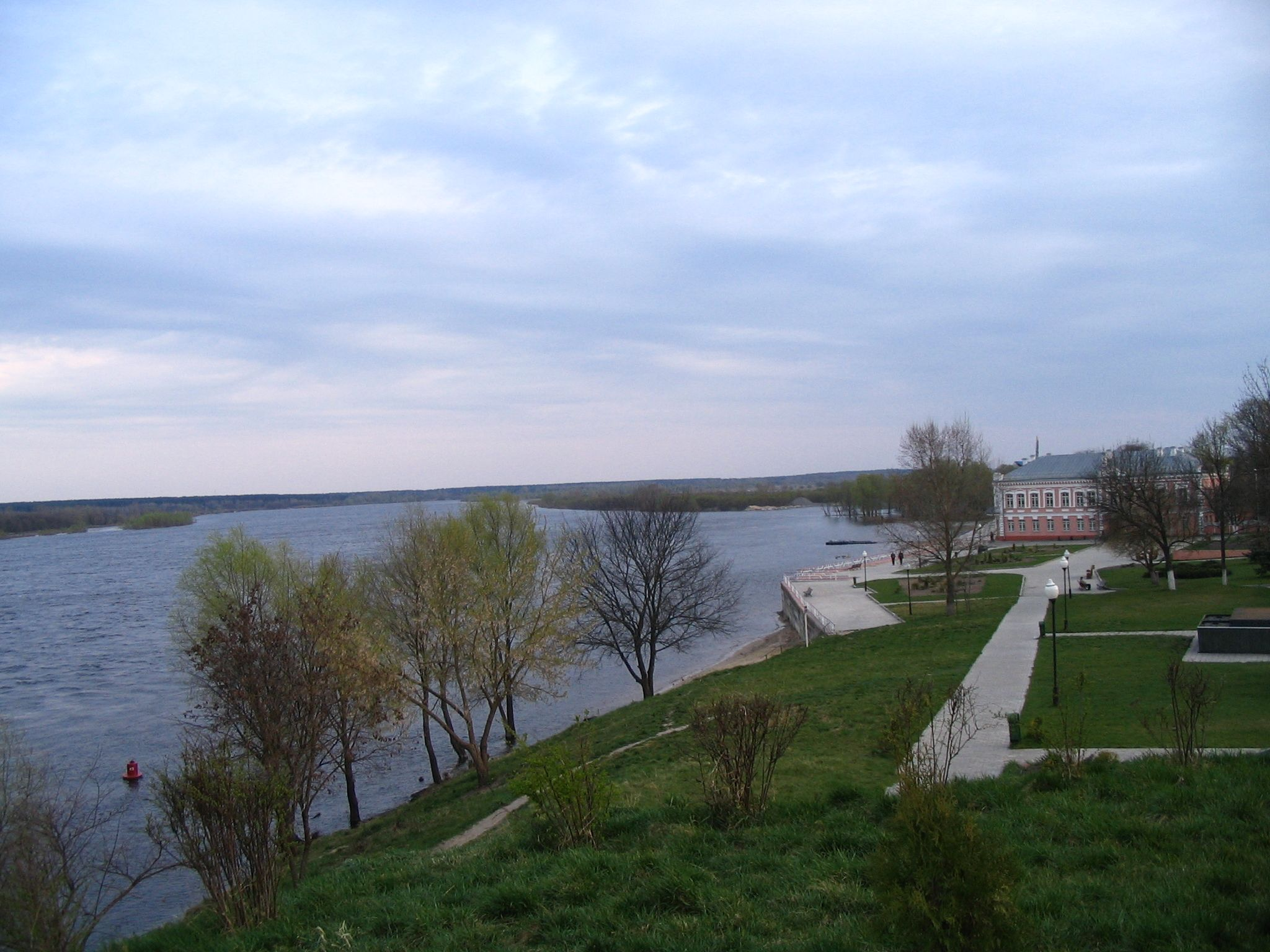
Днепр
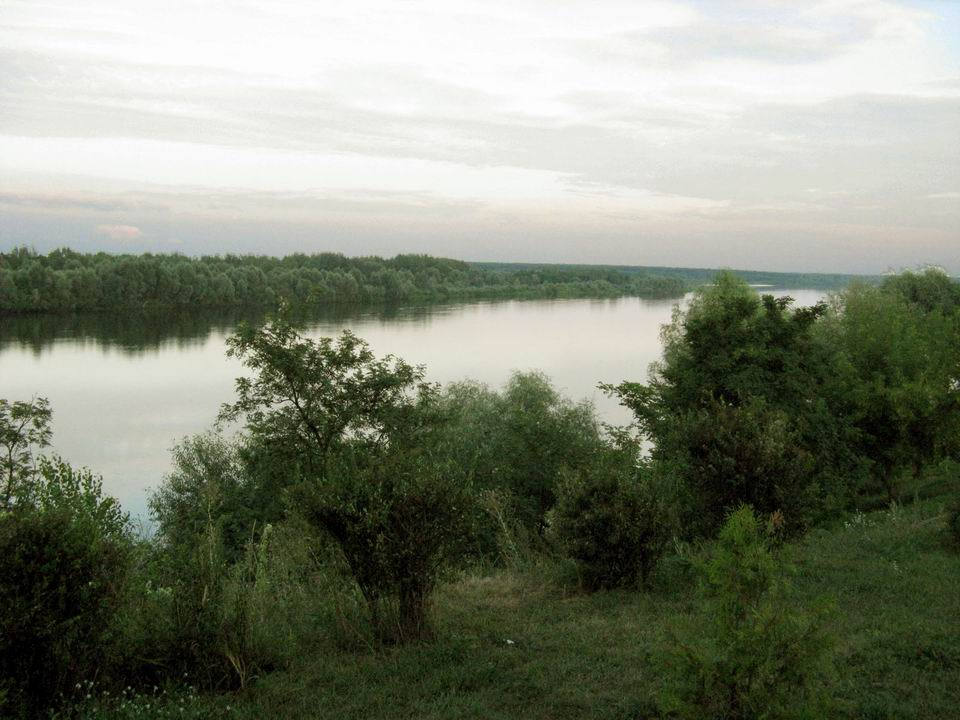
Днепр
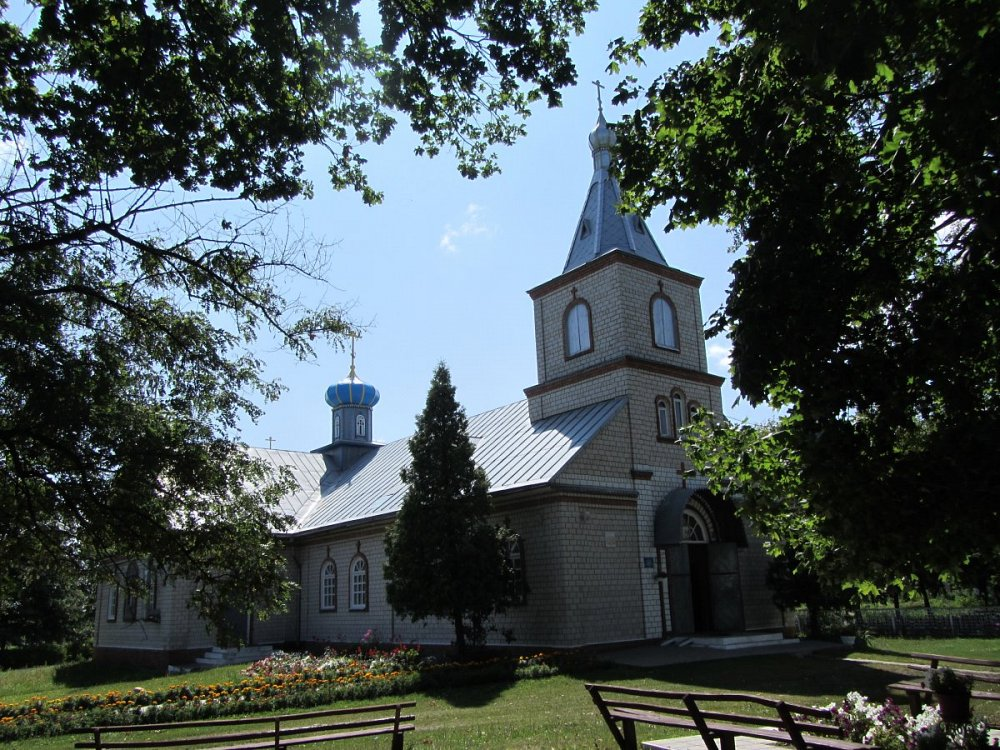
Свято-Троицкий собор

## СМИ
Издаётся газета «Лоеўскі край».